# Krsto Papić
Krsto Papić (Vučji Do, 7. prosinca 1933. – Zagreb, 7. veljače 2013.) bio je hrvatski scenarist i filmski redatelj čija se karijera protezala kroz pet desetljeća. Općenito ga smatraju jednim od najboljih redatelja bivše Jugoslavije i jedinim redateljem iz Hrvatske koji se može ubrojiti u jugoslavenski Crni val.  

## Privatni život
Papić je rođen u mjestu Vučji Do, blizu Nikšića u današnjoj Crnoj Gori. Njegov otac radio je kao rudar u Sjedinjenim Američkim Državama nakon čega se vratio i kupio imanje u Vojvodini. Odrastao u Vojvodini na obiteljskom imanju kraj Sente, za II. svjetskog rata živi u Sarajevu. Dva starija brata otišla su u partizane, a jedan od njih je nekoliko puta bio ranjen. Otac je umro 1948. godine. Krsto je imao samo 15 godina kada je pročitao romane “Zločin i kazna” te “Rat i mir”. Romani su ostavili velik dojam na njega, ali tek nakon što je odgledao filmove Johna Forda, shvatio je kako će filmovi biti ono što će činiti dio njegove profesionalne karijere.Krsto se ženio dva puta. U prvom je braku bio vjenčan s Verom Pavlinić Žitvaj s kojom je imao dvoje djece, Branku i Borisa. Branka danas radi kao profesorica komparativne književnosti, a sin Boris je nažalost poginuo 2009. godine. Drugi put se oženio s Jadrankom Štefanec (kasnije Papić) s kojom je 2006. godine dobio blizanke Elu i Taru.

## Obrazovanje
Nakon smrti oca Krsto je većinu vremena proveo u đačkim domovima, a tijekom srednjoškolskog obrazovanja u Sarajevu je pisao za omladinske novine. U Zagrebu je upisao pravo, a nakon toga ruski i francuski jezik te jugoslavenske književnosti na Filozofskom fakultetu.

## Životopis
Još dok je bio student radio je kao asistent režije s Matom Bogdanovićem, poznatim redateljem dokumentarnih filmova. Nakon što je dobro odradio posao angažirao ga je za asistenta Fedor Hanžeković za film “Svoga tela gospodar”. U kinematografiji djeluje od 1956., isprva kao asistent pa pomoćnik režije (među ostalima i Fedoru Hanžekoviću i Veljku Bulajiću). 1965. režira prvi film, zapravo epizodu omnibusa Ključ. 1967. režira i svoj prvi cjelovečernji film Iluzija.Njegovi rani igrani filmovi i dokumentarni filmovi bili su dio hrvatskog i jugoslavenskog novog kina, a često su ih smatrali hrvatskim odjekom umjetničkog pokreta Crni val koji se uglavnom odvijao u Srbiji. Uz to, sam Papić bio je povezan s političkim pokretom Hrvatsko proljeće tijekom ranih 1970-ih. Bio je član zagrebačkog filmofilskog kruga pod utjecajem francuskog Novog vala, takozvanih "Hičkokovih", zajedno s filmašima i kritičarima Antom Peterlićem, Zoranom Tadićem, Brankom Ivandom, Petrom Kreljom, a usredotočen na filmske kritičare Vladimira Vukovića i Hrvoja Lisinskog. Papićeva dva najpoznatija rana igrana filma, Lisice i Predstava Hamleta u Mrduši Donjoj, često su napadnuta iz državnih izvora. Lisice nisu dobile dozvolu za predstavljanje Jugoslavije na Filmskom festivalu u Cannesu, pa je u program Quinzaine ušla 1970. Izbavitelja je žestoko kritizirao Stipe Šuvar, aludirajući da se alegorija filma o fašizmu zapravo odnosi i na komunizam.
Papićevi igrani filmovi bili su klasičniji po naraciji, ali opet politički kontroverzni u posljednjem desetljeću Jugoslavije. Naročito Nasljedstvo mog ujaka, kritična slika političke situacije u Jugoslaviji pod titoizmom tijekom razdoblja Informbiroa, koja je nominirana za Zlatni globus 1989. godine, okružena je kontroverzama i političkim napadima tradicionalnih stranačkih krugova, a posebno partizanskih braniteljskih organizacija, tako da proizvodnja je kasnila nekoliko godina, ali je postignuta zahvaljujući podršci intelektualaca, novina i stranačkih frakcija u vrijeme raspada i borbe među partijskim frakcijama u posljednjim godinama jugoslavenske federacije.
Autor dokumentarnog opusa: Kad te moja čakija ubode, Nek se čuje i naš glas, Mala seoska priredba i dr.,  igrani filmovi: Lisice, Predstava Hamleta u Mrduši Donjoj, Izbavitelj, Tajna Nikole Tesle, Život sa stricem, Priča iz Hrvatske, Kad mrtvi zapjevaju, Infekcija i ostali.
Film Izbavitelji, 3 Grand prix ( Trst, Paris, Porto); 
Lisice, Velika Zlatna Arena, Chicago: Srebrni Hugo, i druge.;
Život sa stricem: Velika Zlatna Arena, Montreal FIPRESCI, Nominacija za Zlatni globus.;
Predstava Hamleta u Mrduši Donjoj: Nominacija za Zlatnog medvjeda, Berlin.;
Montreal, Grand Prix America za izuzetni doprinos filmskoj umjetnosti. I FIPRESCI. 
Nagrada V.Nazor za životno djelo i brojne nagrade na filmskim festivalima u zemlji i svijetu.
Često je surađivao s glumcima Fabijanom Šovagovićem i Ivom Gregurevićem.
Preminuo je u Zagrebu 7. veljače 2013. nakon bitke s rakom želuca, u dobi od 79 godina.

## Izvod iz filmografije
- Ključ (1965.) - druga epizoda Čekati
- Iluzija (1967.)
- Halo München (1968.)
- Lisice (1969.)
- Kad te moja čakija ubode (1969.)
- Čvor (1969.)
- Nek se čuje i naš glas (1971.)
- Mala seoska priredba (1972.)
- Specijalni vlakovi (1972.)
- Predstava Hamleta u Mrduši Donjoj (1973.)
- Charter let br... (1975.)
- Izbavitelj (1976.)
- Jedno malo putovanje (1976.)
- Tajna Nikole Tesle (1980.)
- Nezaposlena žena s djecom (1986.)
- Život sa stricem (1988.)
- Priča iz Hrvatske (1991.)
- Kad mrtvi zapjevaju (1998.)
- Infekcija (2003., distribuirana 2005.)
- Cvjetni trg (2012.)

## Knjige
Tajna Nikole Tesle. Sve o njegovom životu, njegovom treningu, njegovim izumima, njegovoj inteligentnoj osjetljivosti. S DVD-om
Tajna Nikole Tesle. film. DVD